# Чжан Вэньцзинь
Чжан Вэньцзи́нь (кит. упр. 章文晋, 13 июля 1914 — 18 февраля 1991) — китайский дипломат.

## Биография
Корнями из провинции Чжэцзян.
Учился в Яньцзинском университете (Пекин) и в Университете Сунь Ятсена (Москва).
Осенью 1927 года отправился в Германию на учёбу в Берлин. В 1929 году присоединился к Молодежной коммунистической лиге Германии и китайскоязычной группе Компартии Германии.
В 1931 году возвратился в Китай.
В 1935 году поступил в Университет Цинхуа на инженерно-механический факультет.
В 1943 году получил степень бакалавра технолога в Университете Цинхуа.
C конца 1944 года служил в чунцинском штабе 18-й армии членом группы по иностранным связям.
Работал переводчиком у Чжоу Энлая, замначальником издательско-переводческого отдела группы по иностранным связям при ЦК КПК.
C освобождением Тяньцзиня в 1949 году служил в департаменте иностранных дел мэрии Тяньцзиня.
С 1954 года на дипломатической работе в МИД Китая.
С 1954 года заместитель, в 1957-58 годах директор департамента по делам Азии.
С августа 1966 года по февраль 1967 года посол КНР в Пакистане.
В 1967-73 годах директор департамента по делам Америки и Европы, одновременно в 1972-73 годах помощник министра иностранных дел КНР.
С сентября 1973 года по дек. 1976 года посол КНР в Канаде.
С января 1978 по октябрь 1982 годов замминистра иностранных дел КНР.
С марта 1983 года по апрель 1985 года посол КНР в США.
С января 1986 по окт. 1989 года председатель Китайского народного общества дружбы с заграницей.
Член ПК ВСНП 7 созыва (избран депутатом от Тяньцзиня) и зампред Комиссии по иностранным делам ВСНП.
Почётный доктор гуманитарных наук (Doctor of Humane Letters) Университета Небраски США (1984).
Супруга Чжан.